# 阿列克谢·亚古丁
阿列克谢·康斯坦丁诺维奇·亚古丁，俄罗斯前花样滑冰运动员，2002年冬季奥林匹克运动会花样滑冰男子单人滑金牌得主。
亚古丁在1996年赢得世界青少年锦标赛的冠军，此后六年的成年组竞技生涯中，他在国际大赛共获得：
- 冬季奥运会
  - 冠军1次（2002年）

- 世界锦标赛
  - 冠军4次（1998年，1999年，2000年，2002年）
  - 亚军1次（2001年）
  - 季军1次（1997年）

- 欧洲锦标赛
  - 冠军3次（1998年，1999年，2002年）
  - 亚军2次（2000年，2001年）

- 国际滑联大奖赛总决赛
  - 冠军2次（1998-1999赛季，2001-2002赛季）
  - 亚军1次（2000-2001赛季）

亚古丁年仅18岁零15天便夺得了世锦赛的金牌，以6天之差排在加拿大的唐纳德·麦克菲尔森（Donald McPherson）之后，成为史上第二年轻的世界冠军。凭借2001-2002赛季的出色表现，他成为花样滑冰男子单人滑史上第一位“大满贯”得主：同一赛季中赢得了冬季奥运会冠军、世锦赛冠军、欧锦赛冠军以及国际滑联大奖赛总决赛冠军。

## 履历小传

### 少年成名
阿列克谢·亚古丁出生在俄罗斯的列宁格勒（今圣彼得堡）。他是独生子，童年时父母分居后离异，由母亲抚养长大。他四岁开始滑冰，不到十岁便学会了全部两周跳，不满十二岁便掌握了全部三周跳，到十三岁为止就已能成功做到成年组选手视为高难度动作的阿克塞尔三周跳。他的启蒙教练是亚历山大·马耶洛夫（Alexander Mayorov），1992年马耶洛夫迁往瑞典，临行前将亚古丁引入俄罗斯著名花样滑冰教练阿列克谢·米申门下。从十二岁到十八岁这六年中，亚古丁都是师从米申。
亚古丁1994年开始参加国际比赛，1996年十六岁时便赢得了世青赛的冠军。1997年，他首次参加世锦赛，获得了铜牌。接下来的1997-1998赛季，亚古丁赢得了1998年欧洲锦标赛的冠军，这是他进入成年组后赢得的第一个国际大赛冠军头衔。1998年日本长野冬季奥运会，他短节目发挥出色，随后却患上了流感导致的严重肺炎，导致自由滑时高烧上场，失误频频，最后取得了第五名。一个月后，他参加了在美国明尼阿波利斯举办的世锦赛，赢得了自己的第一个世界冠军头衔。他是苏联解体后俄罗斯的第一个男子单人滑世界冠军。不仅如此，他夺冠时18岁零15天，仅以6天之差排在1963年世锦赛金牌得主、加拿大的唐纳德·麦克菲尔森（Donald McPherson）之后，是史上第二年轻的世界冠军。

### 改换教练
1998年夏天，亚古丁决定离开米申，改投另一位俄罗斯传奇教练塔提亚娜·塔拉索娃。塔拉索娃因培养出多位奥运冠军与世界冠军而被誉为“冠军制造者”，素有“铁血教练”的名声；她与亚古丁的合作自1998年夏季开始，直到2003年他因伤退役方才告一段落，迄今两人仍情同母子。
1998-1999赛季，亚古丁大获成功。他参加了共十三项赛事，赢得了十一项，其中包括获得国际滑联大奖赛总决赛冠军、蝉联欧锦赛冠军和世锦赛冠军，并且出人意料地在世界职业花样滑冰锦标赛上战胜了经验丰富、表现力超群的科特·布朗寧，成为唯一一位赢得这一头衔的业余选手。与此同时，当年与亚古丁一同在米申门下训练的叶甫根尼·普鲁申科迅速成长起来，两人开始在各项赛事上激烈竞争，接下来的三年中，他们把花样滑冰男子单人滑的技术水平和艺术表现推上了一个迄今仍难以逾越的高峰。
1999-2000赛季，亚古丁在持续低烧的状态下第三次赢得世锦赛冠军，至此在该项赛事上取得了三连冠的骄人战绩。然而伤病也逐渐抬头，膝伤加上冰鞋损坏迫使他此前便缺席了本赛季在法国里昂举行的大奖赛总决赛，在欧锦赛上，他虽然短节目发挥出色排名第一，但自由滑发挥出现失误，未能连续第三次卫冕欧洲冠军头衔。
2000-2001赛季，亚古丁采用了难度更大的节目编排，在高难度的跳跃之外加入了丰富多样的衔接和日后成为他招牌强项的新颖步法。然而在艺术表现力日趋成熟的同时，他的跳跃稳定性不可避免地受到了影响，加之他饱受伤病困扰，这一赛季他的状态有所下滑。大奖赛总决赛和欧锦赛，他都取得了银牌的成绩；值得一提的是2001年世锦赛，赛前他右脚严重扭伤，资格赛发挥空前失常，小组仅排第五。面对不利形势，他在短节目前陆续打了五针封闭坚持上场，演绎了一曲激情澎湃的《革命》，全套节目一气呵成、倾情投入，观众为之折服，全场起立鼓掌致意，有评论员感慨他的表演完全超越了跳跃、旋转等等技术要素，“全凭真心和勇气”。自由滑他再次靠着六针封闭出战，发挥虽有失误，但凭借超群的斗志和毅力，最终成功克服资格赛失常的劣势，摘得了2001年世锦赛的银牌。

### 奥运夺冠
2001-2002赛季，亦即至关重要的奥运赛季，亚古丁在经过上一赛季的相对低潮后，改变了训练方式、调整了个人状态，成功克服赛季伊始的低谷后，迎来了他运动生涯中最辉煌的时期。各项大赛中他所向披靡，更将大奖赛总决赛、欧锦赛、冬季奥运会和世锦赛四大国际赛事的金牌全部收入囊中，成为男子单人滑史上當時唯一ㄧ位赛季“大满贯”得主。（之後羽生結弦於2013-2014賽季達成）
2002年美国盐湖城冬季奥运会，花样滑冰男子单人滑项目夺金呼声最高的两名选手便是亚古丁和普鲁申科。他们在盐湖城的强强碰撞至今仍被奉为冬奥花滑历史上经典的巅峰对决之一。时值俄罗斯爆出双人滑裁判丑闻、媒体舆论明显不利，亚古丁和普鲁申科不负众望，最终共同捍卫了花滑大国的尊严。普鲁申科短节目虽有较大失误，但凭借自由滑的出色表现摘取了银牌；而亚古丁凭借短节目《冬季》和自由滑《铁面人》近乎完美的演绎，以绝对优势无可争议地赢得了男子单人滑项目的金牌。亚古丁是五十年来首位短节目和自由滑都被全部九位裁判一致列为第一的男子花滑选手，在自由滑中，他更是取得了空前绝后的四个艺术表现满分6.0——此前，冬季奥运会历史上还没有哪位男子单人滑选手取得过一个以上的满分，而随着花样滑冰的6.0评判规则成为历史，这一纪录也将永远保持下去。
冬奥会征尘未洗，亚古丁又继续征战在日本长野举办的世界锦标赛，赢得了他的第四个世界冠军头衔。在这次大赛中，他在短节目中取得六个满分6.0、自由滑取得两个满分6.0，从此再次创下了纪录：他是首位在短节目中取得六个满分的选手，同时还是首位在短节目中取得一个规定技术动作（Required Elements）满分的选手。

### 因伤退役
奥运赛季结束不久，亚古丁被确诊患有先天髋关节缺陷，这困扰他已久的严重伤病最终导致他不得不提前结束作为业余选手的竞技生涯。2002年10月的大奖赛美国站，他在短节目排名第一的情况下，自由滑却因伤不得不宣布弃权。这是他最后一次参加业余大赛。
2003年10月，亚古丁正式宣布退役，并在大奖赛加拿大站举办了告别演出，当时他只有23岁。同一年，他被评为俄罗斯“最佳运动员”，赢得“荣誉”奖；此外由于他“在体育上的杰出业绩以及对俄罗斯文化的贡献”，他被当时的俄罗斯总统弗拉基米尔·普京授予四等“国家贡献奖”。

## 近况现状
2003年5月，亚古丁在结束美国著名的“冰上群星”巡演后接受了髋关节手术，目的是清理关节中的碎骨。夏季和初秋，他担任了教练的工作。10月底他正式宣布退役，并在国际滑联大奖赛加拿大站举办了告别演出，使用的曲目是Memorial与Racing。当时他在告别讲话中说，“你得杀了我，才能阻止我滑冰。”（You have to kill me to make me stop skating.）
2004年是他参加“冰上群星”巡演的第二年。这一年聘请他为顾问教练的法国名将布莱恩·茹贝尔取得了欧锦赛冠军、世锦赛亚军的好成绩，至今茹贝尔的技术风格与动作仍然深受他的影响。他协助塔拉索娃指导的另一个学生安德烈·格里亚泽夫（Andrei Griazev）则赢得了世界青少年锦标赛的冠军、欧锦赛第八名和世锦赛第十二名。9月26日，他在家乡圣彼得堡举办了迟到的告别演出，这次演出名为“冰上奥林帕斯”（Ice Olympus），由两届奥运冠军阿图尔·德米特里耶夫（Artur Dmitriev）组织，花样滑冰界的明星们纷纷响应，藉此向亚古丁致意。这场演出大获成功，受到了俄国观众的热烈欢迎。11月，亚古丁取得了两场职业竞赛的胜利，使用了两个新的节目The Feeling Begins（原曲Peter Gabriel）和Moon Over Bourbon Street（原曲斯汀）。
2005年1月20日，亚古丁的自传《征服》在日本出版。他在这一年的“冰上群星”巡演中编排了一个新节目Passion（原曲Peter Gabriel），其中包括了一套在半空中完成、难度很高的体操杂技动作。夏天，他搬回俄罗斯，重新在阔别多年的家乡圣彼得堡定居。自此，他开始参加俄罗斯的冰上巡演，同时在俄罗斯的演艺界也活跃起来。
2006年是新一个奥运周期的尾声，亚古丁在巡演中表演了自己的著名节目Winter，和一个新的节目Sway（原曲Pussycat Dolls）。秋季他参加了伊利亚·阿韦尔布赫的“冰上交响乐”公司组织的俄国电视演出“俄罗斯冰上群星”，搭档是前体操运动员奥克萨娜·普希金娜。
2007年，亚古丁先是在美国参加“冰上群星”巡演，接着又在俄国进行了巡演。他表演的两个节目一为喜剧性质的Blues for Klook，一为弗拉明戈风格的Legenda（原曲DiDuLa）。7月，他在美国接受了更换人工钛合金髋关节的手术，一度宣布想要重返业余竞技赛场。然而11月他在巡演中再度受伤，因身体原因不得不放弃复出计划。恢复后，他第二次参加了先前名为“俄罗斯冰上群星”、如今更名为Ice Age的俄国电视演出，搭档换成了流行歌手維多利亞·達伊尼科。他们在年底共同录制了一首歌《针》（Иголка）。也是在这一年，他的自传经过修订增补后在俄罗斯出版。
2008年，亚古丁参加了春季的Ice Age演出，接着在戏剧领域首次亮相——他在一部舞台剧中扮演了一位俄国总统。他还在俄罗斯一部有关滑冰的电视连续剧My Hot Ice中扮演了一个角色。六月，他的保时捷车不幸被盗，更有甚者，车中还有他的一块世锦赛金牌。至今车和金牌仍然下落不明。秋季，他参加了Ice Age演出的第二季，这一次搭档是女演员瓦莱丽娅·拉斯卡娅（Valeria Lanskaya）。
2009年，亚古丁已经是Ice Age演出的常客了。他在电视娱乐业也有发展，与人共同主持了广受欢迎的俄国电视节目“晚上好，莫斯科”。秋季他参加了Ice Age演出的第三季，搭档仍然是瓦莱丽娅·拉斯卡娅。他还推出了一个新的单人滑节目Luna。11月20日，他与2006年都灵冬奥会俄罗斯双人滑冠军塔提亚娜·托米安妮娜的女儿Liza（Lisa）出世。
2010年春季，亚古丁结束了Ice Age第三季的演出。6月，他参加了在韩国举办的Supermatch: Medalist on Ice商演，表演了两个著名的节目Winter和Sway。9月4日，他应邀参加了在北京首都体育馆举办的中国花样滑冰双人滑传奇伉俪申雪和赵宏博的婚礼庆典“冰上雅姿”（Artistry on Ice），同样表演了Winter和Sway两个节目。这是他首次来到中国。9月下旬，他加盟俄罗斯冰上电视巡演“冰与火”（Ice and Fire），搭档是玛丽亚·科哲夫尼科娃（Maria Kozhevnikova）；这次的比赛形式照先前的Ice Age系列有所变动，除传统的冰上竞技外，还增设了陆上的舞蹈部分。

## 历年节目
| 赛季      | 短節目                                                | 自由滑                                                               | 表演滑 |
| --------- | ----------------------------------------------------- | -------------------------------------------------------------------- | --- |
| 2002-2003 | Racing 原曲 Safri Duo                                 | 铁面人 1998年电影《铁面人》原声剪辑 原曲 Nick Glennie-Smith          | Born to Be Wild 原曲 Steppenwolf 告别演出 Memorial 原曲 Michael Nyman                                                                           |
| 2001-2002 | Winter 原曲 古典辣妹                                  | 铁面人 1998年电影《铁面人》原声剪辑 原曲 Nick Glennie-Smith          | 征服 Overcome 原曲 Ronan Hardiman铁面人 1998年电影《铁面人》原声剪辑 原曲 Nick Glennie-Smith                                                    |
| 2000-2001 | 革命 原曲 肖邦                                        | 角斗士 2000年电影《角斗士》原声剪辑 原曲 汉斯·基默                   | 角斗士 2000年电影《角斗士》原声剪辑 原曲 汉斯·基默 Stand by Me 原曲 Ben E. King My Baby You 原曲 马克·安东尼 We Are the Champions 原曲 皇后乐队 |
| 1999-2000 | Nutrocker 原曲 柴可夫斯基 改编 Emerson, Lake & Palmer | 断箭 1996年电影《断箭》原声剪辑 原曲 汉斯·基默 托斯卡 原曲 普契尼    | Come fly with me 原曲 巴瑞·曼尼洛 September Morn 原曲 Neil Diamond                                                                              |
| 1998-1999 | 马戏团 原曲 施尼特凯                                  | 阿拉伯的劳伦斯 1962年电影《阿拉伯的劳伦斯》原声剪辑 原曲 莫里斯·雅尔 | Here Comes The Big Parade 原曲 Harry Connick, Jr. 玫瑰王子 The Prince of Rose                                                                   |
| 1997-1998 | Ziganotchka 俄罗斯吉普赛音乐                          | Troika(Snowstorm) 原曲 斯维里多夫                                    | Play it Again Sachmo 原曲 Louis Armstrong Mack the Knife 选自 三分钱歌剧 原曲 库特·魏尔                                                         |
| 1996-1997 | 鲁斯兰与柳德米拉 原曲 格林卡                          | 卡门 原曲 比才                                                       | 一根香蕉 非洲音乐 |
| 1995-1996 | 胡桃夹子 原曲 柴可夫斯基                              | Gaite Parisien 原曲 雅克·奥芬巴赫                                    | |
| 1994-1995 | D小调托卡塔与赋格 原曲 巴赫                           | 轻骑兵曲混编 Hussar Medley                                           | |
| 1993-1994 |                                                       | 阿兰胡埃斯协奏曲 原曲 华金·罗德里戈 演绎 Paco De Lucia               | |

## 赛事成绩

### 业余大赛成绩一览
| 赛事/赛季        | 1994-95 | 1995-96 | 1996-97 | 1997-98 | 1998-99 | 1999-00 | 2000-01 | 2001-02 | 2002-03  |
| ---------------- | ------- | ------- | ------- | ------- | ------- | ------- | ------- | ------- | -------- |
| 冬季奥运会       |         |         |         | 5       |         |         |         | 1       |          |
| 世锦赛           |         |         | 3       | 1       | 1       | 1       | 2       | 1       |          |
| 欧锦赛           |         | 6       | 5       | 1       | 1       | 2       | 2       | 1       |          |
| 世青赛           | 4       | 1       |         |         |         |         |         |         |          |
| 大奖赛总决赛     |         |         |         | 5       | 1       |         | 2       | 1       |          |
| 大奖赛美国站     |         |         | 3       |         | 1       | 1       | 2       |         | 因伤退赛 |
| 大奖赛加拿大站   |         |         |         |         |         | 1       | 1       | 1       |          |
| 大奖赛德国站     |         |         | 3       |         | 1       |         |         |         |          |
| 大奖赛法国站     |         |         |         | 1       | 1       | 1       | 1       | 1       |          |
| 大奖赛俄国站     |         |         | 2       | 1       |         |         |         |         |          |
| 俄罗斯全国锦标赛 | 5       | 4       | 3       | 2       | 2       | 2       | 2       |         |          |

### 全部赛事成绩一览

#### 业余竞技阶段：成年组
| 业余竞技阶段：成年组                                                            |                       |                           |
| 赛事                                                                            | 地点                  | 名次                      |
| 2002-2003赛季                                                                   |                       |                           |
| 坎贝尔国际经典赛 Campbell's International Figure Skating Classic                | 美国 Daytona          | 1                         |
| 加拿大公开赛 Sears Canadian Open                                                | 加拿大 Red Deer       | 1                         |
| “贺曼卡”花滑选手冠军赛（世界职业锦标赛） Hallmark Skater's Championship         | 美国 Daytona          | 1                         |
| 顶级跳跃赛 Top Jump                                                             | 法国                  | 1                         |
| 大奖赛美国站 Skate America                                                      | 美国 Spokane          | 短节目：1自由滑：因伤退出 |
| “佳洁士”国际花滑挑战赛 Crest Whitestrips International Figure Skating Challenge | 美国 Auburn Hills     | 5                         |
| 2001-2002赛季                                                                   |                       |                           |
| 冬季奥运会 Winter Olympics                                                      | 美国 盐湖城           | 1                         |
| 世界锦标赛 World Championships                                                  | 日本 长野             | 1                         |
| 欧洲锦标赛 European Championships                                               | 瑞士 洛桑             | 1                         |
| 大奖赛总决赛 Grand Prix Final                                                   | 加拿大 基奇纳         | 1                         |
| 大奖赛加拿大站 Skate Canada                                                     | 加拿大 萨斯克顿       | 1                         |
| 大奖赛法国站 Trophée Lalique                                                    | 法国 巴黎             | 1                         |
| 花样滑冰大师赛 Masters of Figure Skating                                        | 美国 圣迭戈           | 1                         |
| 友好运动会 Goodwill Games                                                       | 澳大利亚 布里斯本     | 3                         |
| 2000-2001赛季                                                                   |                       |                           |
| 世界锦标赛 World Championships                                                  | 加拿大 温哥华         | 2                         |
| 欧洲锦标赛 European Championships                                               | 斯洛伐克 布拉迪斯拉发 | 2                         |
| 大奖赛总决赛 Grand Prix Final                                                   | 日本 东京             | 2                         |
| 大奖赛加拿大站 Skate Canada                                                     | 加拿大 Mississauga    | 1                         |
| 大奖赛法国站 Trophée Lalique                                                    | 法国 巴黎             | 1                         |
| 大奖赛美国站 Skate America                                                      | 美国 Colorado Springs | 2                         |
| 花样滑冰大师赛 Masters of Figure Skating                                        | 美国 Boise            | 2                         |
| 加拿大公开赛 Canadian Open                                                      | 加拿大 汉密尔顿       | 1                         |
| 俄罗斯全国锦标赛 Russian Nationals                                              | 俄罗斯 莫斯科         | 2                         |
| 日本公开赛 Japan Open                                                           | 日本 东京             | 1                         |
| “好时”挑战赛 Hershey's Kisses Figure Skating Challenge                          | 美国 底特律           | 1                         |
| 1999-2000赛季                                                                   |                       |                           |
| 世界锦标赛 World Championships                                                  | 法国 尼斯             | 1                         |
| 欧洲锦标赛 European Championships                                               | 奥地利 维也纳         | 2                         |
| 大奖赛总决赛 Grand Prix Final                                                   | 法国 里昂             | 积分第一因伤缺赛          |
| 大奖赛加拿大站 Skate Canada                                                     | 加拿大 圣约翰         | 1                         |
| 大奖赛法国站 Trophée Lalique                                                    | 法国 巴黎             | 1                         |
| 大奖赛美国站 Skate America                                                      | 美国 Colorado Springs | 1                         |
| 花样滑冰大师赛 Masters of Figure Skating                                        | 美国 Green Bay        | 2                         |
| 日本公开赛 Japan Open                                                           | 日本 东京             | 1                         |
| 俄罗斯全国锦标赛 Russian Nationals                                              | 俄罗斯 莫斯科         | 2                         |
| 花样滑冰“大满贯”赛 Grand Slam Super Teams of Skating                            | 加拿大 基奇纳         | 2                         |
| “凯利润肤乳”经典赛 Keri Lotion Classic                                          | 美国 奥兰多           | 1                         |
| 1998-1999赛季                                                                   |                       |                           |
| 世界锦标赛 World Championships                                                  | 芬兰 赫尔辛基         | 1                         |
| 欧洲锦标赛 European Championships                                               | 捷克 布拉格           | 1                         |
| 大奖赛总决赛 Grand Prix Final                                                   | 俄罗斯 圣彼得堡       | 1                         |
| 大奖赛德国站 Sparkassen Cup                                                     | 德国 Gelsenkirchen    | 1                         |
| 大奖赛法国站 Trophée Lalique                                                    | 法国 巴黎             | 1                         |
| 大奖赛美国站 Skate America                                                      | 美国 底特律           | 1                         |
| 德国国家杯 Nations Cup                                                          | 德国 Gelsenkirchen    | 1                         |
| 日本公开赛 Japan Open                                                           | 日本 东京             | 2                         |
| 俄罗斯全国锦标赛 Russian Nationals                                              | 俄罗斯 莫斯科         | 2                         |
| 世界职业锦标赛 World Professional Championships                                 | 美国 华盛顿           | 1                         |
| 世界团体挑战赛 World Team Challenge                                             | 美国 Milwaukee        | 1                         |
| 冠军挑战赛 Challenge of Champions                                               | 美国 Sunrise          | 1                         |
| “好时”挑战赛 Hershey's Kisses Figure Skating Challenge                          | 美国 Binghamton       | 1                         |
| 1997-1998赛季                                                                   |                       |                           |
| 冬季奥运会 Winter Olympics                                                      | 日本 长野             | 5                         |
| 世界锦标赛 World Championships                                                  | 美国 明尼阿波利斯     | 1                         |
| 欧洲锦标赛 European Championships                                               | 意大利 米兰           | 1                         |
| 冠军联赛决赛 Champion Series Final 即后来的Grand Prix Final                     | 德国 慕尼黑           | 4                         |
| 俄罗斯全国锦标赛 Russian Nationals                                              | 俄罗斯 莫斯科         | 2                         |
| 大奖赛法国站 Trophée Lalique                                                    | 法国 巴黎             | 1                         |
| 大奖赛俄国站 Cup of Russia                                                      | 俄罗斯 圣彼得堡       | 1                         |
| 以色列杯 Skate Israel                                                           | 以色列 Metulla        | 1                         |
| 芬兰杯 Finlandia Trophy                                                         | 芬兰 赫尔辛基         | 1                         |
| 1996-1997赛季                                                                   |                       |                           |
| 世界锦标赛 World Championships                                                  | 瑞士 洛桑             | 3                         |
| 欧洲锦标赛 European Championships                                               | 法国 巴黎             | 5                         |
| 冠军联赛决赛 Champion Series Final 即后来的Grand Prix Final                     | 加拿大 汉密尔顿       | 5                         |
| 俄罗斯全国锦标赛 Russian Nationals                                              | 俄罗斯 莫斯科         | 3                         |
| 大奖赛美国站 Skate America                                                      | 美国 Springfield      | 3                         |
| 大奖赛俄国站 Cup of Russia                                                      | 俄罗斯 圣彼得堡       | 2                         |
| 德国国家杯 Nations Cup                                                          | 德国 Gelsenkirchen    | 5                         |

#### 业余竞技阶段：青年组
| 业余竞技阶段：青年组                        |                    |      |
| 赛事                                        | 地点               | 名次 |
| 1995-1996赛季                               |                    |      |
| 世界青少年锦标赛 World Junior Championships | 澳大利亚 布里斯本  | 1    |
| 欧洲锦标赛 European Championships           | 保加利亚 Sofia     | 6    |
| 冰上百年赛 Centennial on Ice                | 俄罗斯 圣彼得堡    | 2    |
| 俄罗斯全国锦标赛 Russian Nationals          | 俄罗斯 Samara      | 4    |
| 蓝剑杯 Blue Swords                          | 德国 Chenmitz      | 1    |
| 1994-1995赛季                               |                    |      |
| 世界青少年锦标赛 World Junior Championships | 匈牙利 布达佩斯    | 4    |
| 俄罗斯全国锦标赛 Russian Nationals          | 俄罗斯 莫斯科      | 5    |
| 德国国家杯 Nations Cup                      | 德国 Gelsenkirchen | 8    |
| 友好运动会 Goodwill Games                   | 俄罗斯 圣彼得堡    | 8    |
| 1993-1994赛季                               |                    |      |
| 俄罗斯全国锦标赛 Russian Nationals          | 俄罗斯 圣彼得堡    | 5    |

#### 职业竞技阶段
| 职业竞技阶段                        |                      |      |
| 赛事                                | 地点                 | 名次 |
| 2006-2007赛季                       |                      |      |
| 冰上战争 Ice Wars                   | 美国 Hoffman Estates | 1    |
| 日本公开赛 Japan Open               | 日本 东京            | 5    |
| 2005-2006赛季                       |                      |      |
| 冰上战争 Ice Wars                   | 美国 Peoria          | 2    |
| 世界团体挑战赛 World Team Challenge | 加拿大 伦敦          | 2    |
| 日本公开赛 Japan Open               | 日本 崎玉            | 6    |
| 2004-2005赛季                       |                      |      |
| 冰上战争 Ice Wars                   | 美国 查尔斯顿        | 1    |
| 世界团体挑战赛 World Team Challenge | 加拿大 温尼伯        | 1    |
| 2003-2004赛季                       |                      |      |
| 世界团体挑战赛 World Team Challenge | 加拿大 温哥华        | 3    |